# Смітерс
Смітерс (англ. Smithers) — містечко в Канаді, у провінції Британська Колумбія, у складі регіонального округу Балклі-Нечако.

## Населення
За даними перепису 2016 року, містечко нараховувало 5401 особу, показавши скорочення на 0,1%, порівняно з 2011-м роком. Середня густина населення становила 353,6 осіб/км².
З офіційних мов обидвома одночасно володіли 375 жителів, тільки англійською — 4 925, тільки французькою — 5, а 15 — жодною з них. Усього 540 осіб вважали рідною мовою не одну з офіційних, з них 25 — одну з корінних мов, а 5 — українську.
Працездатне населення становило 68,7% усього населення, рівень безробіття — 8,9% (11,8% серед чоловіків та 5,4% серед жінок). 88,2% осіб були найманими працівниками, а 10,5% — самозайнятими.
Середній дохід на особу становив $46 132 (медіана $37 120), при цьому для чоловіків — $56 199, а для жінок $36 613 (медіани — $50 926 та $30 162 відповідно).
28,4% мешканців мали закінчену шкільну освіту, не мали закінченої шкільної освіти — 19,1%, 52,4% мали післяшкільну освіту, з яких 32,5% мали диплом бакалавра, або вищий.
| Статево-вікова структура населення | Статево-вікова структура населення | Статево-вікова структура населення | Статево-вікова структура населення | Статево-вікова структура населення |
| ---------------------------------- | ---------------------------------- | ---------------------------------- | ---------------------------------- | ---------------------------------- |
|                                    |                                    |                                    |                                    |                                    |
| Всього                             | Всього                             | 48,6%51,4%                         |                                    |                                    |
| 0 — 14 років                       | 0 — 14 років                       |                                    | 18,1%                              | 18,1%                              |
| 15 — 64 років                      | 15 — 64 років                      |                                    | 66,1%                              | 66,1%                              |
| 65 і більше                        | 65 і більше                        |                                    | 15,8%                              | 15,8%                              |
| 85 і більше                        | 85 і більше                        |                                    | 2,6%                               | 2,6%                               |
| Середній вік (років)               | Середній вік (років)               | 38,840,7                           | 39,8                               | 39,8                               |
| Медіана (років)                    | Медіана (років)                    | 38,340,2                           | 39,2                               | 39,2                               |
| — чоловіки — жінки                 |                                    |                                    |                                    |                                    |

| Походження мешканців:     | Походження мешканців:     | Походження мешканців: | Походження мешканців: | Походження мешканців: |
| ------------------------- | ------------------------- | --------------------- | --------------------- | --------------------- |
| Походження                |                           |                       | осіб                  | %                     |
| Корінні американці        | Корінні американці        |                       | 530                   | 10.02%                |
| Інше північноамериканське | Інше північноамериканське |                       | 1 650                 | 31.19%                |
| Європейське               | Європейське               |                       | 4 300                 | 81.29%                |
| британське                | британське                |                       | 2 800                 | 52.93%                |
| французьке                | французьке                |                       | 580                   | 10.96%                |
| українське                | українське                |                       | 290                   | 5.48%                 |
| Латинськоамериканське     | Латинськоамериканське     |                       | 55                    | 1.04%                 |
| Африканське               | Африканське               |                       | 100                   | 1.89%                 |
| Азійське                  | Азійське                  |                       | 325                   | 6.14%                 |
| Океанійське               | Океанійське               |                       | 60                    | 1.13%                 |

| Зайнятість населення за галузями (за класифікацією NOC): | Зайнятість населення за галузями (за класифікацією NOC): | Зайнятість населення за галузями (за класифікацією NOC): | Зайнятість населення за галузями (за класифікацією NOC): | Зайнятість населення за галузями (за класифікацією NOC): |
| -------------------------------------------------------- | -------------------------------------------------------- | -------------------------------------------------------- | -------------------------------------------------------- | -------------------------------------------------------- |
|                                                          |                                                          |                                                          |                                                          |                                                          |
| Управління                                               | Управління                                               |                                                          | 9,9%                                                     | 9,9%                                                     |
| Бізнес, фінанси та адміністрування                       | Бізнес, фінанси та адміністрування                       |                                                          | 12,1%                                                    | 12,1%                                                    |
| Природничі та прикладні науки                            | Природничі та прикладні науки                            |                                                          | 11,5%                                                    | 11,5%                                                    |
| Охорона здоров'я                                         | Охорона здоров'я                                         |                                                          | 6,3%                                                     | 6,3%                                                     |
| Освіта, правозахист, муніципальні та урядові служби      | Освіта, правозахист, муніципальні та урядові служби      |                                                          | 11,1%                                                    | 11,1%                                                    |
| Мистецтво, культура, відпочинок та спорт                 | Мистецтво, культура, відпочинок та спорт                 |                                                          | 1,5%                                                     | 1,5%                                                     |
| Роздрібна торгівля та послуги                            | Роздрібна торгівля та послуги                            |                                                          | 26,3%                                                    | 26,3%                                                    |
| Гуртова торгівля, транспорт та обладнання                | Гуртова торгівля, транспорт та обладнання                |                                                          | 14,4%                                                    | 14,4%                                                    |
| Природні ресурси, сільське господарство                  | Природні ресурси, сільське господарство                  |                                                          | 3,8%                                                     | 3,8%                                                     |
| Виробництво                                              | Виробництво                                              |                                                          | 3,1%                                                     | 3,1%                                                     |

## Клімат
Середня річна температура становить 3,6°C, середня максимальна – 18,3°C, а середня мінімальна – -14,4°C. Середня річна кількість опадів – 564 мм.
| Клімат поселення                              | Клімат поселення | Клімат поселення | Клімат поселення | Клімат поселення | Клімат поселення | Клімат поселення | Клімат поселення | Клімат поселення | Клімат поселення | Клімат поселення | Клімат поселення | Клімат поселення | Клімат поселення |
| Показник                                      | Січ.             | Лют.             | Бер.             | Квіт.            | Трав.            | Черв.            | Лип.             | Серп.            | Вер.             | Жовт.            | Лист.            | Груд.            |                  |
| Середній максимум, °C                         | −1,8             | 2,04             | 5,54             | 10,10            | 14,55            | 18,30            | 17,29            | 16,81            | 12,56            | 6,93             | 0,42             | −3,48            |                  |
| Середня температура, °C                       | −8,1             | −4,27            | −0,78            | 3,80             | 8,27             | 12,00            | 14,26            | 13,81            | 9,54             | 3,92             | −2,61            | −6,5             |                  |
| Середній мінімум, °C                          | −14,39           | −10,56           | −7,06            | −2,5             | 1,98             | 5,70             | 11,26            | 10,79            | 6,52             | 0,90             | −5,63            | −9,53            |                  |
| Норма опадів, мм                              | 58               | 33               | 26               | 24               | 39               | 52               | 48               | 46               | 57               | 69               | 59               | 53               |                  |
| Середньомісячна швидкість вітру, м/с          | 1.95             | 1.93             | 2.06             | 2.23             | 2.18             | 2.16             | 2.00             | 1.85             | 1.76             | 1.88             | 1.88             | 1.86             |                  |
| Середньомісячна сонячна радіація, кДж/м²·день | 2128             | 4640             | 9136             | 14373            | 17991            | 19438            | 18698            | 15674            | 10497            | 5433             | 2518             | 1483             |                  |
| --------------------------------------------- | ---------------- | ---------------- | ---------------- | ---------------- | ---------------- | ---------------- | ---------------- | ---------------- | ---------------- | ---------------- | ---------------- | ---------------- | ---------------- |
| Джерело:                                      |                  |                  |                  |                  |                  |                  |                  |                  |                  |                  |                  |                  |                  |